# Бунечко Іван Григорович
Іван Григорович Бунечко (8 липня 1950 — 23 грудня 2021) — український дипломат. Надзвичайний і повноважний посланник України 2-го класу. Постійний повноважний представник України при координаційних інститутах СНД.

## Життєпис
Народився 8 липня 1950 року в Рівненській області.
1973 року закінчив історичний факультет Київського університету ім. Шевченка, 1980-го — Вищу партійну школу, 1990 — аспірантуру Академії суспільних наук при ЦК КПРС, 2002 — факультет підвищення кваліфікації Дипломатичної академії МЗС Росії. Доктор філософії.

## Партійна робота
З 1966 року завідувач сільським клубом. У 1967—1970 рр. — працював вчителем історії в школі. У 1970—1973 рр. — інструктор райкому комсомолу. 1973—1974 рр. — служба в Радянській армії. 1974—1978 рр. — лектор, завідувач відділу райкому Компартії України. 1978—1980 рр. — слухач Одеської вищої партійної школи. 1980—1987 рр. — лектор Рівненського обкому Компартії України. 1987—1990 рр. — аспірант Академії суспільних наук при ЦК КПРС. 1990—1991 рр. — секретар Рівненського міськкому Компартії України. 1992—1996 рр. — директор філії Української фондової біржі.

## Дипломатична робота
З 1996 працював на дипломатичній роботі в МЗС України на посадах: головного радника Договірно-правового управління, радника Першого територіального департаменту МЗС, першого секретаря Посольств України в Білорусі, Туркменістані, радника Посольств України в РФ, Киргизстані.
З 28 грудня 2010 — 31 березня 2014 — Постійний повноважний представник України при координаційних інститутах СНД.

## Нагороди та відзнаки
- Три ордени, медалі, Почесна грамота та Почесна відзнака Міністерства закордонних справ України III ступеня.

## Дипломатичний ранг
- Надзвичайний і Повноважний посланник України 2-го класу[3].

## Автор праць
- Виховувати громадянина і трудівника/І. Г. Бунечко. Київ: Т-во «Знання» УРСР, 1987[4]

## Сім'я
- Син Віталій Бунечко — голова Житомирської обладміністрації.
- Син В'ячеслав Бунечко — начальник одного з департаментів Укрнафти (група Приват Коломойського та Боголюбова)[5].